# Orel klínoocasý
Orel klínoocasý (Aquila audax) je druh jestřábovitého ptáka, který se vyskytuje v Austrálii, Tasmánii, na jihu Nové Guineje a na některých blízkých menších ostrovech. Je to velký, silný, ale štíhle stavěný dravec s jedinečným dlouhým ocasem ve tvaru kosočtverce a dlouhými, relativně úzkými křídly s prstovitě roztaženými ručními letkami. Patří mezi největší druhy orlů vůbec a je to největší dravý pták Austrálie, rozpětí křídel se pohybuje od 182 do 232 cm, přičemž samice bývají větší než samci.
Toleruje široké spektrum biotopů, vyskytuje se na savanách, v lesích, tropických pralesích, horských oblastech i na otevřených pláních. Druh je monogamní, páry orlů klínoocasých jsou stálé a drží si jedno území. Doba hnízdění se mění se zeměpisnou šířkou a místními podmínkami; mláďata se obvykle líhnou v době, kdy je největší hojnost potravy. Vejce orel klínoocasý většinou klade mezi červencem a srpnem, v nejsevernějších oblastech Austrálie i během ledna a února, na Tasmánii mezi zářím a říjnem. K hnízdění nejčastěji využívá vysoké stromy, kde si staví mohutné hnízdo z větví. Velikost snůšky závisí na oblasti, v Austrálii jde obvykle o dvě vejce, na Tasmánii pouze jediné. Po inkubační době, která činí 42 až 45 dní, se líhnou mláďata, o která se samec se samicí starají. Mláďata se přepeří za asi 70 až 95 dní, ale i poté tráví ještě několik měsíců s rodiči, než se z rodných oblastí rozptýlí.
Orel klínoocasý je predátor schopný zabít velké množství druhů zvířat. Nejčastěji se specializuje na lov středně velkých savců a ptáků, ale pokud při lovu spolupracuje vícero orlů, dokáží zabít i velkého klokana. Nejoblíbenější potravu představují nepůvodní králíci, které orel loví přednostně před jinými druhy zvířat. Zejména v zimních měsících se pak přiživuje i na mršinách zvířat, jež rovněž představují vhodnou potravu pro mladé jedince, kteří ještě nemají velké lovecké zkušenosti.
Orel klínoocasý měl důležité místo v kultuře domorodých obyvatel Austrálie, nejstarší skalní malby znázorňující orly pocházejí z doby již před 5000 lety. Orel představoval důležitou součást domorodé mytologie a mnoha snových příběhů. Nejstarší záznam o druhu od západních výzkumníků pochází pravděpodobně již ze zprávy Williama Dampiera z roku 1699. Vědecky druh poprvé popsal John Latham roku 1801 pod odborným jménem Vultur audax, tedy jako zástupce supů. V současnosti platná systematika řadí orla do rodu Aquila a zdá se, že je nejblíže spřízněn s orlem hnědým (Aquila gurneyi). S rozvojem pastevectví na přelomu 19. a 20. století začal být orel klínoocasý systematicky pronásledován a za jeho zabíjení byly vypláceny dokonce odměny; to vedlo k zabití desítek tisíc jedinců. Teprve roku 1979 se mu dostalo plné ochrany. V současnosti je jeho populace na australské pevnině vzrůstající, pravděpodobně následkem vytváření otevřenějších stanovišť odlesňováním a rozšířením králíků. Tasmánský poddruh je hodnocen jako ohrožený, protože má menší areál a specifičtější požadavky na biotop.

## Systematika

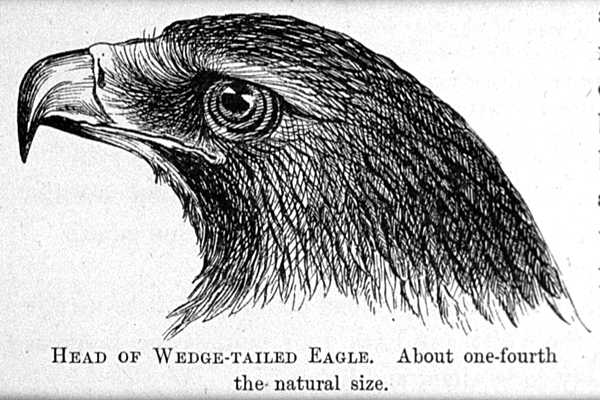
Kresba orla klínoocasého, 1880

Nejstarší záznam o orlovi klínoocasém z pera západních výzkumníků pochází pravděpodobně od anglického mořeplavce Williama Dampiera, který ptáky pozoroval roku 1699 v oblasti Žraločí zátoky. Dampier se ve své zprávě zmiňuje o orlech, i když nelze zcela vyloučit ani to, že pozoroval jiné velké dravce. Ve zprávách evropských kolonistů z konce 18. století se již objevují jména jako „eaglehawk“ („orlojestřáb“, pravděpodobně následkem nejisté identifikace druhu) a „mountain eagle“ („horský orel“). Vědecky druh poprvé popsal anglický přírodovědec John Latham roku 1801 na základě obdržené kresby z předešlého roku, přičemž zvolil protonymum Vultur audax – orla klínoocasého tedy zařadil mezi supy, pojmenování Vultur audax znamená v překladu „odvážný sup“. Popis nového druhu zveřejnil ve druhém dodatku ke svému dílu A General Synopsis of Birds. Následně došlo k přeřazení druhu do monotypického rodu Uroaetus kvůli klínovitému tvaru ocasu, systematika se nicméně ukázala býti pochybnou a v 50. letech 20. století nakonec došlo ke sloučení do rodu Aquila společně s jinými druhy orlů.
V rámci zoologické systematiky se orel klínoocasý řadí do čeledi jestřábovití (Accipitridae), rozsáhlé ptačí skupiny zahrnující mimo orlů například jestřáby, káňata nebo supy, přičemž o systematice mezi jednotlivými druhy probíhají debaty. Za nejbližšího příbuzného orla klínoocasého je považován orel hnědý (Aquila gurneyi), který se vyskytuje na Nové Guineji a přilehlých ostrovech. Orel hnědý je menší než orel klínoocasý a má pouze mírně klínovitý ocas. Na základě molekulárních analýz z roku 2017 vyšla také blízká příbuznost orla klínoocasého a hnědého
s orlem damaním (Aquila verreauxii), orlem jestřábím (Aquila fasciata) a orlem savanovým (Aquila spilogaster). Orel klínoocasý byl považován také za blízkého příbuzného orla Haastova (Harpagornis moorei), vyhynulého obrovského ptáka s rozpětím křídel až 3 m a hmotností 10 až 15 kg, který se vyskytoval na Novém Zélandu. Genetické analýzy nicméně naopak paradoxně potvrdily blízkou příbuznost orla Haastova s orlem malým (Hieraaetus morphnoides) a orlem nejmenším (Hieraaetus pennatus). Předek orla Haastova pravděpodobně pocházel z malých druhů rodu Hieraaetus, které osídlily Nový Zéland, a následně se vyvinuly do obrovské velikosti (ostrovní gigantismus).
Orel klínoocasý se v rámci vnitrodruhové systematiky dělí do dvou poddruhů:
- A. a. audax (Latham, 1801); vyskytuje se v Austrálii a na jihu Nové Guineje
- A. a. fleayi Condon & Amadon, 1954; vyskytuje se v Tasmánii.[8] Byl pojmenován podle australského přírodovědce Davida Fleayho

Poddruh A. a. fleayi se od A. a. audax má lišit ve třech hlavních znacích: dosahuje větší velikosti, je do značné míry závislý na lesních stanovištích a nedospělí ptáci mají světle žlutou šíji. Nicméně o platnosti těchto znaků existují pochybnosti. Například větší velikost tasmánského poddruhu může být vysvětlena Bergmannovým pravidlem, kdy jsou jedinci žijící v chladnějších oblastech větší než jejich příbuzní, kteří žijí v teplejších areálech blíže rovníku. Zdá se také nepravděpodobné, že by mezi ptáky z pevniny a Tasmánie neprobíhal žádný genový tok, i když by byl pravděpodobně pouze nízký, protože orli obecně jenom zřídkakdy přelétávají přes větší vodní plochy. Není tedy jasné, zda A. a. fleayi představuje odlišnou populaci od A. a. audax. Genetické výzkumy z roku 2013 ukázaly, že tasmánská populace je teprve velmi mladá, pravděpodobně pouze 200 až 1000 let stará.

## Vzhled

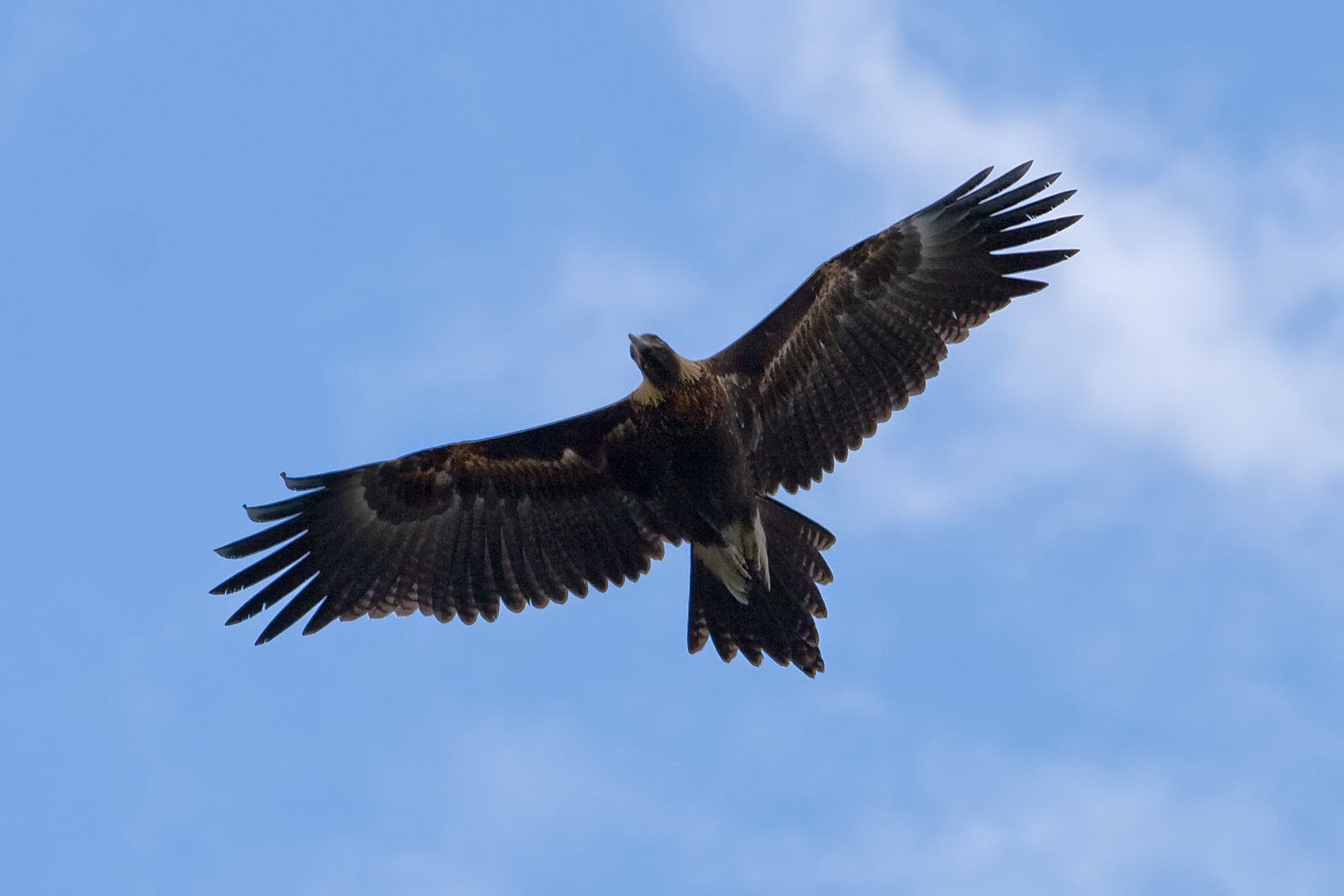
Silueta orla klínoocasého

Orel klínoocasý je velký, silný, tmavě zbarvený dravec s jedinečným dlouhým ocasem ve tvaru kosočtverce. Patří mezi největší druhy orlů vůbec a je to největší dravý pták Austrálie, kde se mu velikostně přibližuje pouze orel bělobřichý (Haliaeetus leucogaster), který je o čtvrtinu lehčí a má o desetinu menší rozpětí křídel. Délka těla se pohybuje mezi 81 a 104 cm, délka ocasu činí 85 až 105 cm a rozpětí křídel činí 182 až 232 cm. I když existují zprávy i o jedincích s rozpětím křídel okolo 280 cm, jsou s velkou pravděpodobností nadsazené a zaznamenaná rozpětí 314 cm a 340 cm pak již zcela neuvěřitelná. Délka běháku činí 99 až 120 mm. Průměrná hmotnost orla klínoocasého se pohybuje mezi 2,5 až 5,3 kg. U druhu se objevuje pohlavní dimorfismus, samice dosahují větší velikosti než samci. Samci váží 2,5 až 4 kg, průměrně 3,2 kg, samice jsou mohutnější a váží 3,2 až 5,3 kg, průměrně 4,1 kg. Křídla měří asi 53 až 63 cm u samců a 60 až 70 cm u samic, rozpětí křídel samců činí asi 89 % rozpětí křídel samice. U méně dravých jedinců, zejména těch, kteří konzumují ve velkém množství mršiny, bývá pohlavní dvojtvárnost méně výrazná. U druhu se vyskytuje velikostní trend, kdy největší bývají jedinci žijící na Tasmánii, kdežto nejmenší orli klínoocasí obývají severní část areálu výskytu.

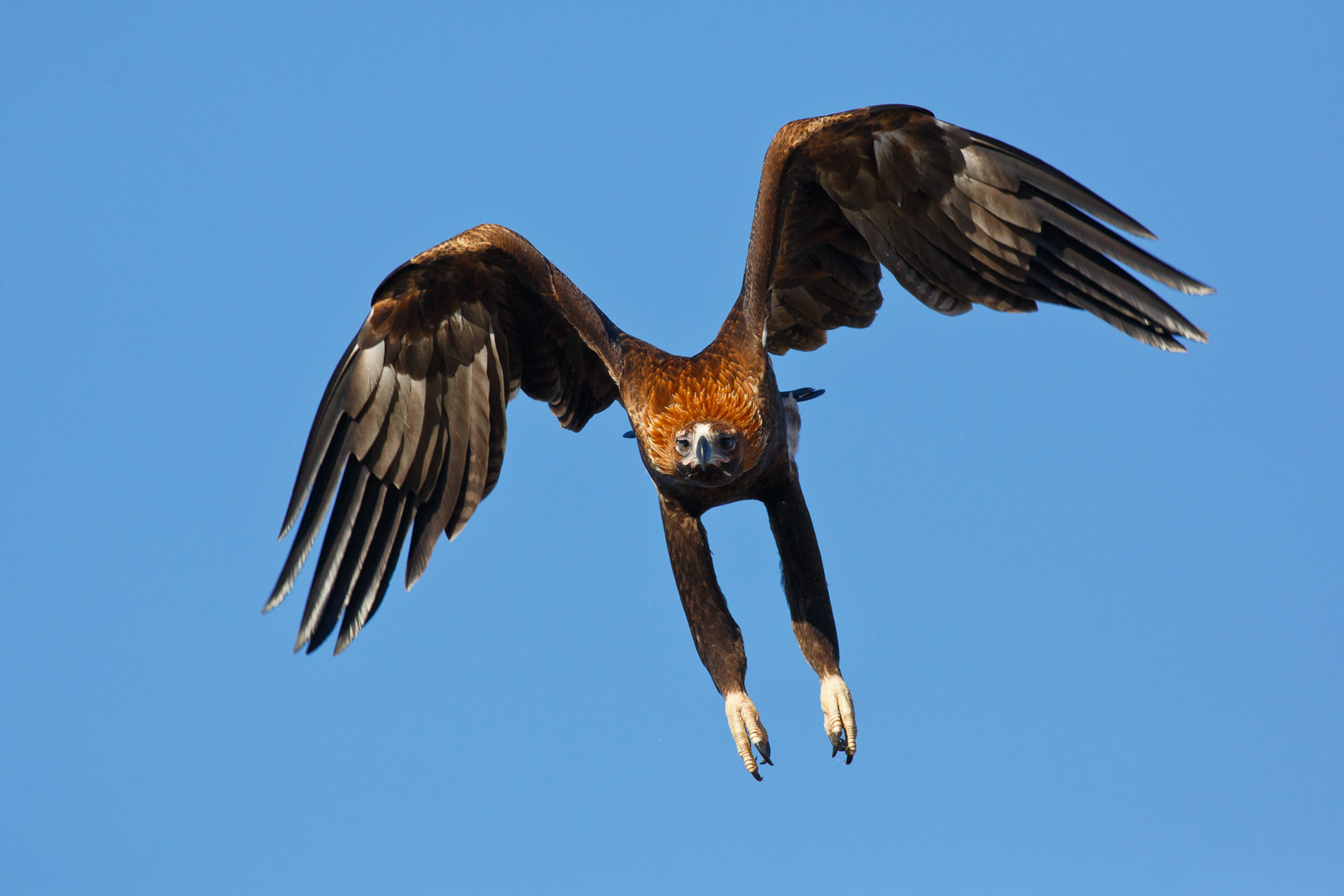
Orel klínoocasý, pohled zepředu

Orel klínoocasý je štíhle stavěný pták s výraznými rameny a dlouhými, relativně úzkými křídly. Křídlo se skládá z deseti ručních letek, které jsou u rozepjatých křídel prstovitě roztažené. Jednotlivé ruční letky jsou tuhé a liší se délkou i tvarem, přičemž nejdelší bývá sedmá vnitřní ruční letka. Vnitřní strana křídla dále pokračuje asi třinácti širokými předloketními letkami a čtyřmi až pěti krycími letkami. Mladí jedinci mají pro usnadnění letu větší plochu křídel než dospělci, dokud se jim nevyvinou silnější svaly a nezdokonalí své letové dovednosti. Přepeřování je dlouhodobý proces a trvá i několik let, kdy již začíná jeho nový cyklus, tudíž na sobě dospělí ptáci mají peří různého stáří. Na základně ocasu se nachází olejová žláza. Při čištění si orel touto látkou impregnuje peří, aby si jej udržel v dobrém stavu.
Krk je dlouhý, hlava menší a plochá. Lebka měří na délku asi 60 mm, na šířku 68 mm a na výšku 39 mm. Nese masivní dlouhý hákovitý zobák, na šířku nicméně spíše užší. U samců měří zobák asi 57 mm, samice jej mají delší, asi 60 mm dlouhý. Mírně větší zobák pak mají jedinci z jihovýchodní Austrálie, pravděpodobně kvůli výskytu větší kořisti. I když zobák vypadá jako mocná zbraň, orel jej využívá spíše k odtrhávání masa z těla oběti a ne k zabíjení. Na základně zobáku se rozprostírá ozobí o stejné barvě jako má zobák, díky čemuž se samotný zobák zdá být větším než ve skutečnosti je. V ozobí jsou umístěny nozdry oválného tvaru. Končetiny jsou opeřené. Orel klínoocasý má čtyři robustní, ale spíše krátké prsty s masivními zakřivenými drápy. Tři prsty míří dopředu a jeden dozadu (u samců měří asi 41 mm, u samic asi 46 mm) a specializované svaly v končetinách pomáhají automaticky sevřít pařáty k sobě, což umožňuje jak snadný úchop během hřadování, tak mocné sevření kořisti. Vnitřní a zadní prst bývají nejkratší, ale jsou vybaveny nejdelšími drápy.

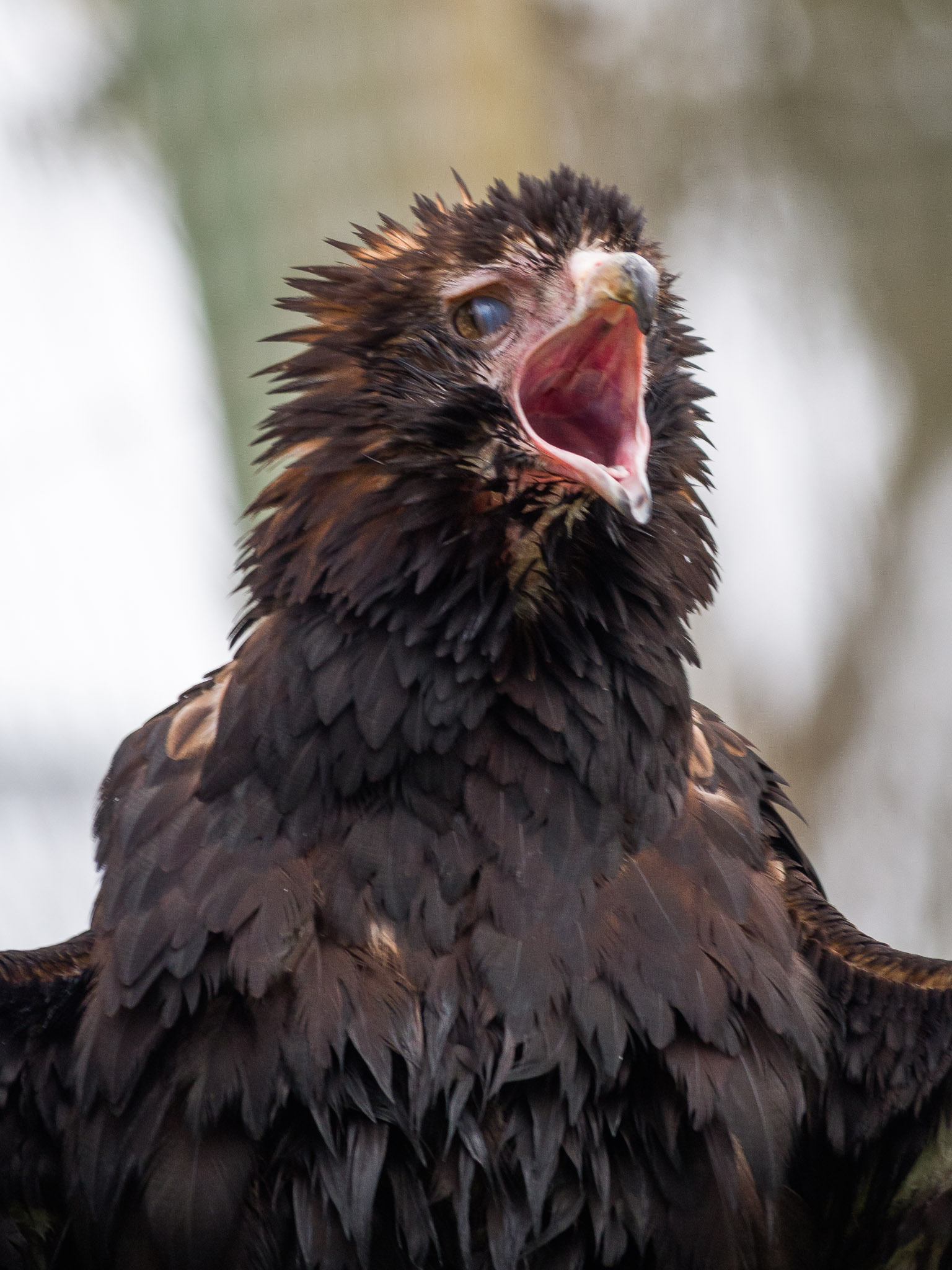
Orel klínoocasý se zježenými pery na zadní straně krku

Zbarvením se orel klínoocasý podobá orlovi skalnímu. Zbarvení je u obou pohlaví podobné. Během života orla se barva peří postupně mění. Mláďata bývají porostlá pouze bílým prachovým peřím. Jak orel stárne, odstín u nedospělých jedinců přechází do hněda s rezavými okraji per, na šíji, hřbetu a křídlech je zbarvení zlatohnědé nebo červenohnědé. Hlava a hrudník je světlejší než u dospělých, končetiny jsou žlutavé až krémové. Oko má barvu šedavou až světle hnědou. Občasně se nicméně objevují i nedospělí jedinci zabarvení matnou černou. Pták postupně tmavne a dospělého peří dosáhne ve věku asi šesti let. Dospělci mají barvu obecně tmavě hnědou až černou se šedohnědým pruhem přes vrchní část křídel, s krémovými končetinami a ozobím. Na šíji vyrůstá podlouhlé peří, které má červenohnědou barvu a kontrastuje s obecným opeřením. V případě rozrušení může pták tato pera vztyčit a vytvořit jakousi hřívu. Nejtmavší bývají nejstarší samci, samice mají peří více do rezava až hněda. Existují záznamy i o albinistických jedincích, ale podobné barevné mutace jsou neobvyklé. Oči dospělých jedinců jsou hnědavé, okolo očí se rozprostírá narůžovělá, bílá nebo namodrale bílá peřím neporostlá kůže.
Kvůli svému jedinečnému vzhledu patří orel klínoocasý k téměř nezaměnitelným ptákům oblasti. Jediná možná záměna může nastat s luňákem černoprsým (Hamirostra melanosternon) a mladými orly bělobřichými (Haliaeetus leucogaster). Oba druhy jsou nicméně menší a od orla klínoocasého je odlišuje vícero znaků. U Torresova průlivu se areál výskytu orla klínoocasého kříží s areálem výskytu orla hnědého, což je třeba mít při identifikaci těchto dvou druhů na paměti.

## Výskyt a biotop

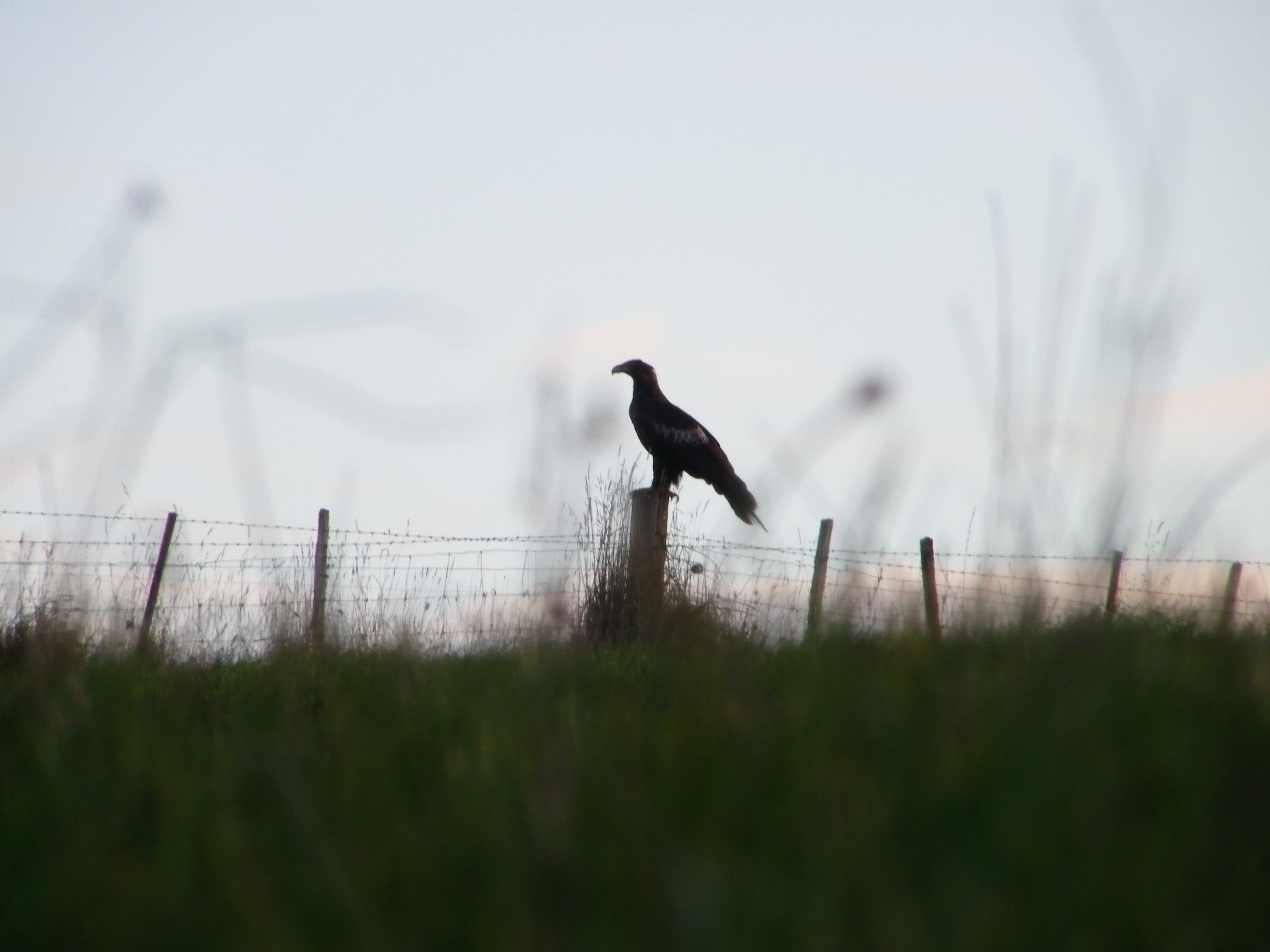
Orel klínoocasý v tasmánské krajině

Orel klínoocasý se vyskytuje v australské oblasti od 8° do 44° jižní šířky. Na Nové Guineji se rozšířil do jihozápadních oblastí Papuy Nové Guineje a extrémních jihovýchodních oblastí indonéské provincie Papua. Areál výskytu se dále táhne přes celou Austrálii, i když početnost ptáků se v jednotlivých oblastech různí. Vzácnější jsou na severu Austrálie, například na Yorském poloostrově, a také v pouštní oblasti Nullarboru na jihu Austrálie. Celkovou velikost australské populace je obtížné vypočítat, nicméně jedná se o hojného ptáka a vyskytují se zde pravděpodobně desítky tisíc párů. Rovněž v Tasmánii se orel široce rozšířil, vyskytuje se při pobřeží i ve vnitrozemí, přičemž obývá i horské oblasti v centrální části ostrova. Početnost v jednotlivých částech Tasmánie se různí podle přirozeného prostředí. Ve vhodných nížinných oblastech na severu a východě ostrova připadá jeden pár na 20 až 30 km2, v horských oblastech se jeden pár vyskytuje na až 1200 km2. Tasmánská populace čítá asi 425 teritoriálních párů. Menší populace se pak vyskytují na dalších ostrovech, jako jsou například ostrovy Flinders, Three Hummock Island, Schouten, Maria a Bruny při pobřeží Tasmánie nebo Klokaní ostrov u jižní Austrálie (populace na Klokaním ostrově je odhadována na 30 až 35 párů). Naopak se zdá, že druh chybí na ostrovech Torresova průlivu mezi Austrálií a Novou Guineou.
Vzhledem k velkému areálu výskytu orel klínoocasý toleruje i široké spektrum biotopů. Vyskytuje se na savanách, v lesích, tropických pralesích, horských oblastech i na otevřených pláních. Obecně platí, že loví spíše v otevřenějších oblastech a k hnízdění využívá zejména hustší lesy, i když zřídka může hnízdit i na útesech. Mezi nepreferovaná stanoviště patří pouštní oblasti, záleží nicméně také na dostupnosti potravy. Orel klínoocasý se například hojně vyskytoval v písčitých pouštích na západě Austrálie, avšak po úbytku jeho kořisti – menších klokanů rodů Lagorchestes a Onychogalea – zdejší populace vymizely. Druh se také vyhýbá intenzivně obdělávaným oblastem a okolím velkých měst. Vyskytuje se až do nadmořské výšky 1 100 m na Tasmánii, na pevnině může žít i v nadmořské výšce do 2 000 m.

## Chování

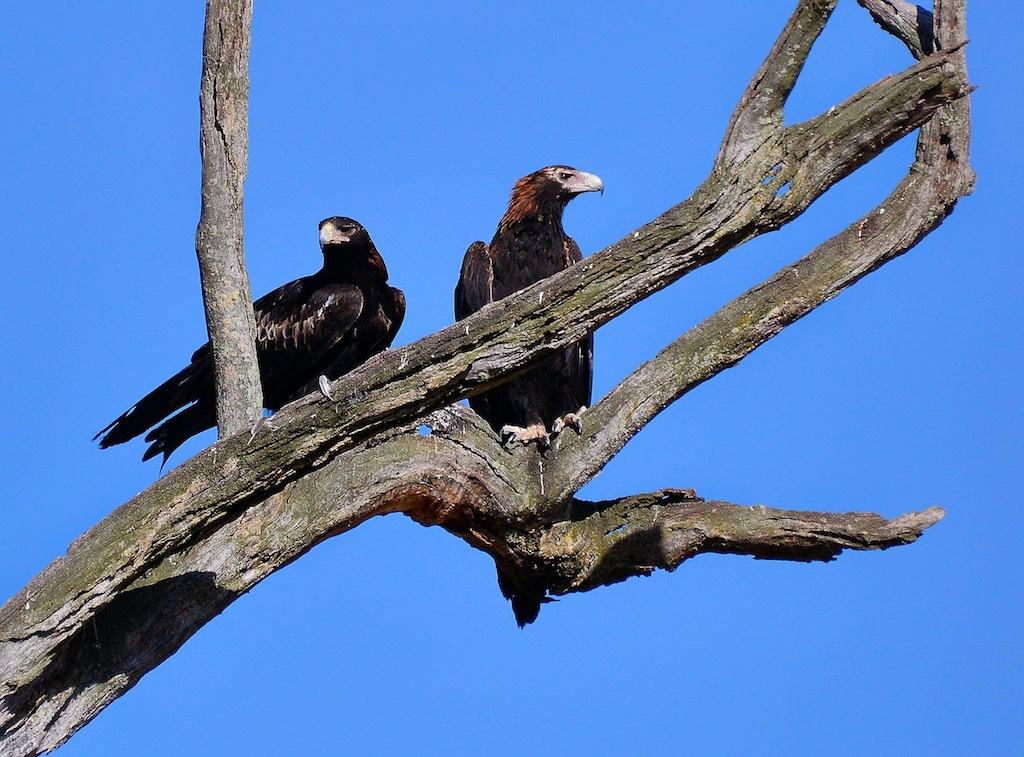
Pár orlů klínoocasých

Orel klínoocasý je spíše samotářským ptákem, obvykle lze pozorovat jednotlivce anebo páry. Teritorium zahrnuje obvykle 30 až 35 km2. Většinou je lze spatřit, jak pozorují okolí z nějakého vyvýšeného bodu (větve stromů, telegrafní sloupy) nebo letí nad svým územím. Na případného vetřelce zaútočí; někteří teritoriální jedinci napadají i kluzáky nebo bezpilotní letouny. Páry orlů klínoocasých jsou obyčejně stálé, nárokují si jedno území (výjimku v tomto případě představuje, pokud musí drženou oblast opustit kvůli velkému suchu). Samotářští dospělci a mladí jedinci, kteří se zpravidla rozptylují ze svých rodných oblastí, nicméně bývají kočovní. Jejich migrace mohou být různě dlouhé, při nejdelších zaznamenaných přesunech ptáci urazili i přes 850 km. Sezónní migrace (například během chladnějších měsíců do nižších nadmořských výšek) nebyly u tohoto druhu studovány.

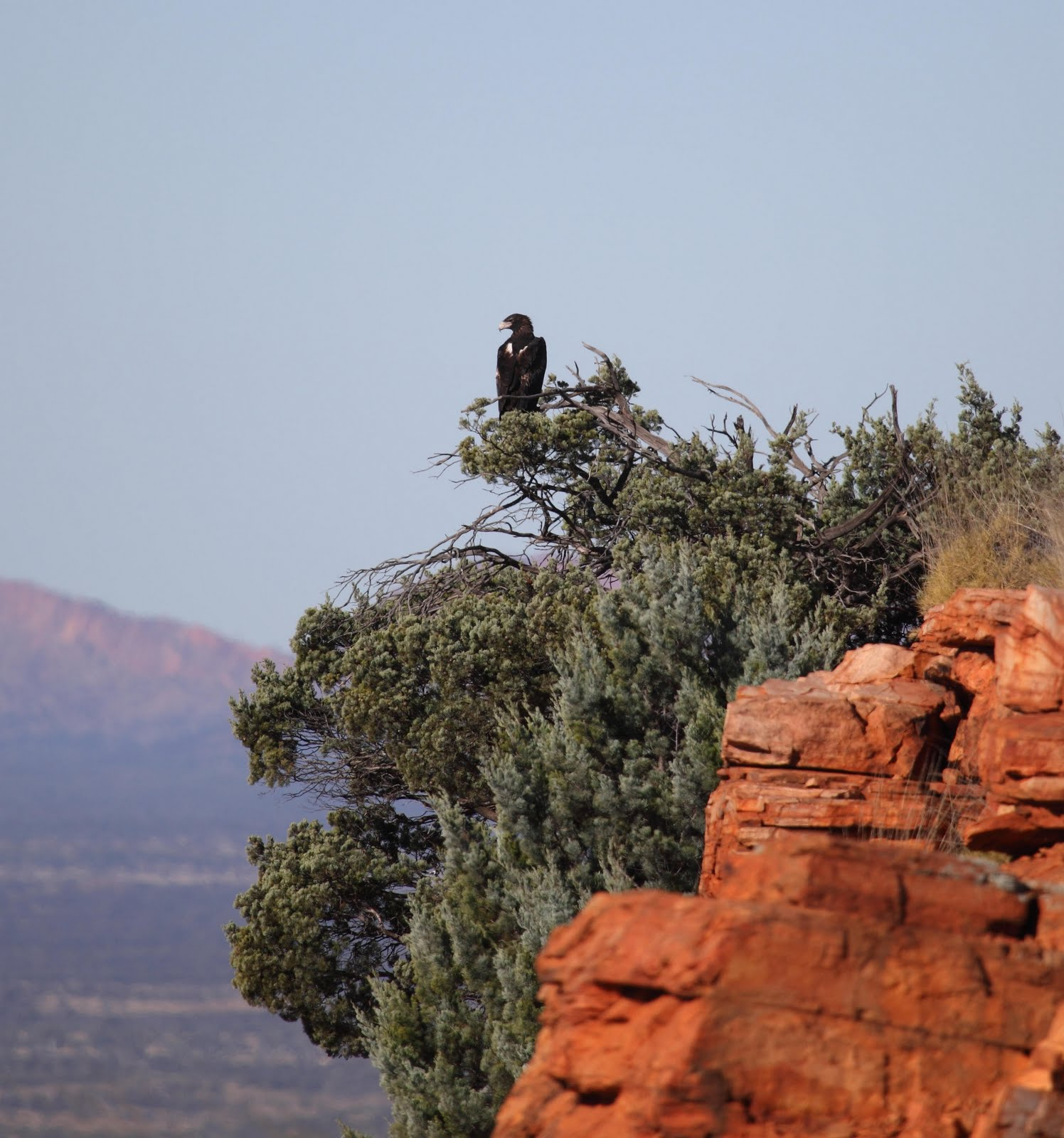
Orel klínoocasý, Severní teritorium, Austrálie. Výše položené větve stromů pro tohoto ptáka představují ideální místo pro vzlet

Protože je pro orla klínoocasého jakožto velkého ptáka energeticky nákladné létat pomocí mávání křídel, využívá vzdušné termiky a téměř bez námahy plachtí oblohou. Při letu má mírně zvlněná křídla složená do tvaru mělkého písmene V a roztažené ruční letky. Mávání je spíše uvolněné, avšak hluboké a mocné. Pták si dokáže udržet stabilitu i za silného větru. Orel klínoocasý může vystoupat až do výšky asi 3 500 m; tehdy už není ze země postřehnutelný lidskýma očima. Má nicméně problémy vzlétnout, pokud nemá k dispozici nějaký vyvýšený bod, zejména pak, je-li bezvětří. V takovém případě nemotorně poskakuje po zemi (skáče po dvou, jedna noha je při tom vpředu) a těžce mává křídly. Přistane-li orel na zemi v lese, musí se postupně dostat na výše položené větve stromů a teprve odtud vzlétne. Vzhledem k tomu, že se nad velkými vodními plochami stoupavé proudy nevytvářejí, se orel klínoocasý vyhýbá také oblastem otevřeného moře. Při delších přeletech přes otevřené moře nicméně může využívat menších ostrovů k „mezipřistání“. Například orli hnízdící na skupině ostrovů Furneaux a Three Hummock Island často přelétají na blízké ostrovy King a Curtis, které jsou vzdálené jenom 100 a 57 km od Tasmánie a Austrálie. Je reálné, že by podobné vzdálenosti přes moře orli dokázali urazit právě pomocí stoupavých proudů nad jedním ostrovem a následným klouzavým letem na další.

### Potrava

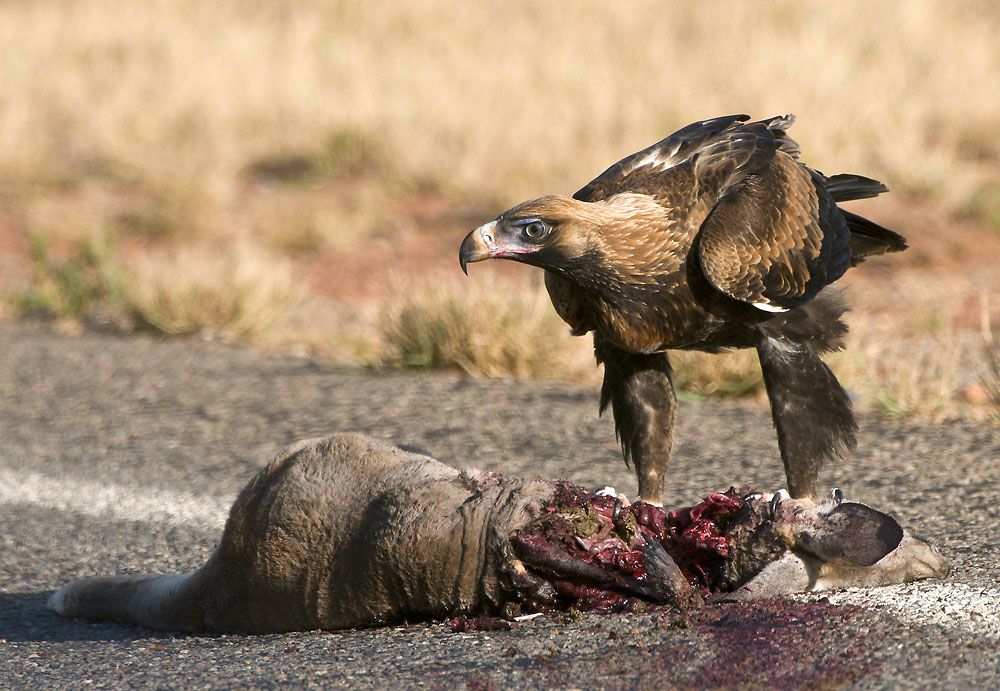
Orel klínoocasý živící se na mršině klokana. Množství orlů se přiživuje na mršinách podél silnic, často se kvůli tomu sami stávají oběťmi střetů s auty

Orel klínoocasý je dravec využívající vícero loveckých strategií. Nejčastěji se z vyvýšeného hřadu vrhá na kořist na zemi, na letící kořist pak může útočit snesením se z vyšších výšek nebo metodicky propátrává oblast nízkým letem nad zemí. Při lovu je schopen využít momentu překvapení a zaútočit například ve směru slunečních paprsků, které kořist oslepují. Někdy také vyhledává přírodní požáry a chytá zvířata prchající před ohněm, ze stejných důvodů pak následuje i zemědělské stroje. Oběť může být zabita již samotným nárazem orla; v opačném případě ji pták probodne pařáty, které mohou vyvinout sílu téměř 14 kg/cm2. Na létající kořist útočí orel klínoocasý vzácněji, někdy ji může chytat v baldachýnu stromů. Je také schopen vytáhnout menší savce ze stromových dutin nebo mladé ptáky z hnízd. V neposlední řadě také krade již ulovená zvířata menším predátorům.
Díky své velikosti je orel klínoocasý schopen ulovit velké množství druhů zvířat, které žijí v jeho dosahu, avšak obvykle se specializuje na lov středně velkých savců (nad 0,5 kg) a ptáků (nad 0,1 kg). Loví králíky, zajíce, koaly, velké i menší („wallabies“) druhy klokanů, kuskusy, bandikuty, kunovce, kočky, lišky, mladé psy, mláďata koz a ovcí, netopýry, kaloně, zaznamenána byla predace i na ježuře australské (Tachyglossus aculeatus). Na Tasmánii může lovit ďábly medvědovité (Sarcophilus harrisii), na Nové Guineji sambary ostrovní (Rusa timorensis). Loví také větší plazy, jako agamovité nebo varany, hady pouze vzácně. Z ptáků vyhledává například vrány, poštolky, ledňáky, kachny nebo ibisovité. Je považován za jediného hlavního predátora některých velkých papoušků, jako je kakadu arový (Probosciger aterrimus) a eklektus různobarvý (Eclectus roratus). Při lovu velké kořisti spolu mohou jednotliví ptáci navzájem spolupracovat. Byl zaznamenán kooperativní lov, při kterém skupina o patnácti ptácích ulovila klokana rudého (Macropus rufus), což je největší žijící vačnatec. U zvířat, jako jsou prasata nebo kozy, se pak mohou snažit oddělit matku od bezbranného mláděte. Zejména v zimních měsících nepohrdne orel klínoocasý ani mršinami zvířat. U velkých mršin se mohou dohromady krmit i větší skupinky těchto ptáků. Mrtvá těla zvířat rovněž představují vhodnou potravu pro mladé jedince, kteří ještě nemají velké lovecké zkušenosti.

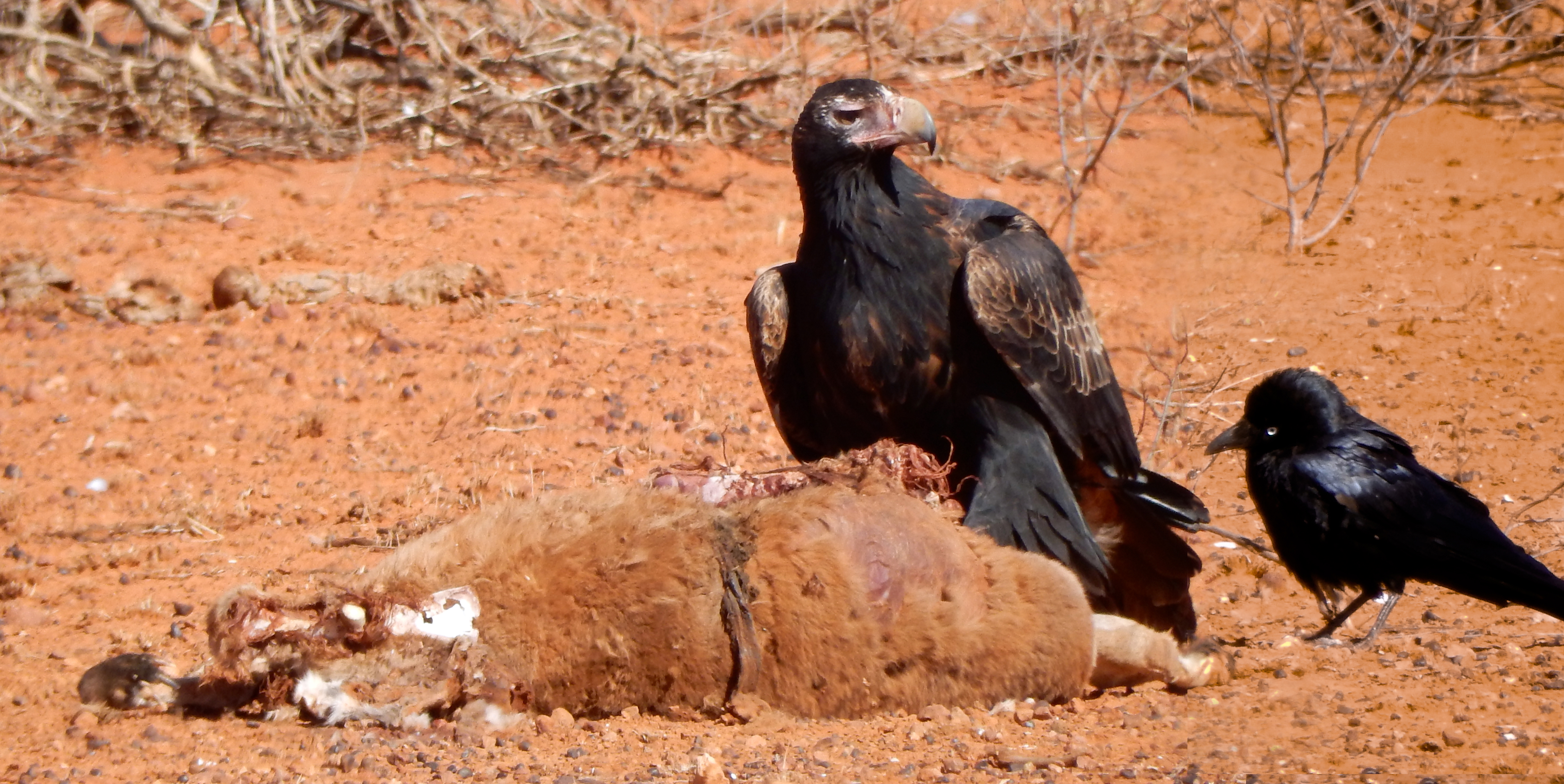
Orel klínoocasý u mrtvého klokana. Přihlížejícím ptákem je vrána australská (Corvus orru)

Skladba potravy závisí na regionu, ročním období i věku a zkušenosti ptáků. Nejoblíbenější potravu představují nepůvodní králíci, které orel loví přednostně před jinými druhy zvířat; stejně tak dobře je ale schopen rychle přejít na jiný druh kořisti, jestliže v areálu králíci vymizí, jako v případě okolí přehradní nádrže Burrendong v Novém Jižním Walesu, kde se úbytek králíků o 75 % znatelně neprojevil na místní populaci orlů. Jedná se o paradoxní situaci, kdy se následkem introdukce nového druhu do přirozeného prostředí zvýšila velikost populace tohoto původního ptáka. Nezdá se také, že by predace ze strany orlů vedla ke snižování populací králíků. Studie zkoumající potravní preference tohoto ptáka byla provedena roku 1980 na jedincích z různých částí Západní Austrálie, největšího australského státu. V suchých oblastech Nullarboru představovali hlavní součást potravy králíci. Na vyprahlém západním pobřeží se jídelníček skládal převážně z klokanů a ovcí, ale orli ulovili také několik lišek a koček. V severní části státu se živili převážně klokanovitými, na jihozápadě státu pak byla jejich strava rozmanitá, tvořená hlavně ptáky (kachny, papoušci), králíky, ovcemi. Na Tasmánii se strava orla skládá převážně z králíků, zajíců a koček (cca 45 % jídelníčku), další velkou část zahrnují klokánci, kuskusové, vombati a ježury (cca 30 % jídelníčku), dále ptáci (cca 10 % jídelníčku), ovce a kozy (cca 7,5 % jídelníčku), plazi (cca 5 % jídelníčku) a zbytek tvoří jiná potrava.
Pokud se orel dostane k potravě, může naráz sežrat množství masa až o jedné třetině své tělesné hmotnosti; bez jídla naopak dokáže přežít až několik týdnů. Nestrávené zbytky vylučuje pomocí vývržků. Většinu tekutin získává z potravy, za horkých dní ale potřebuje pít.

### Hnízdění

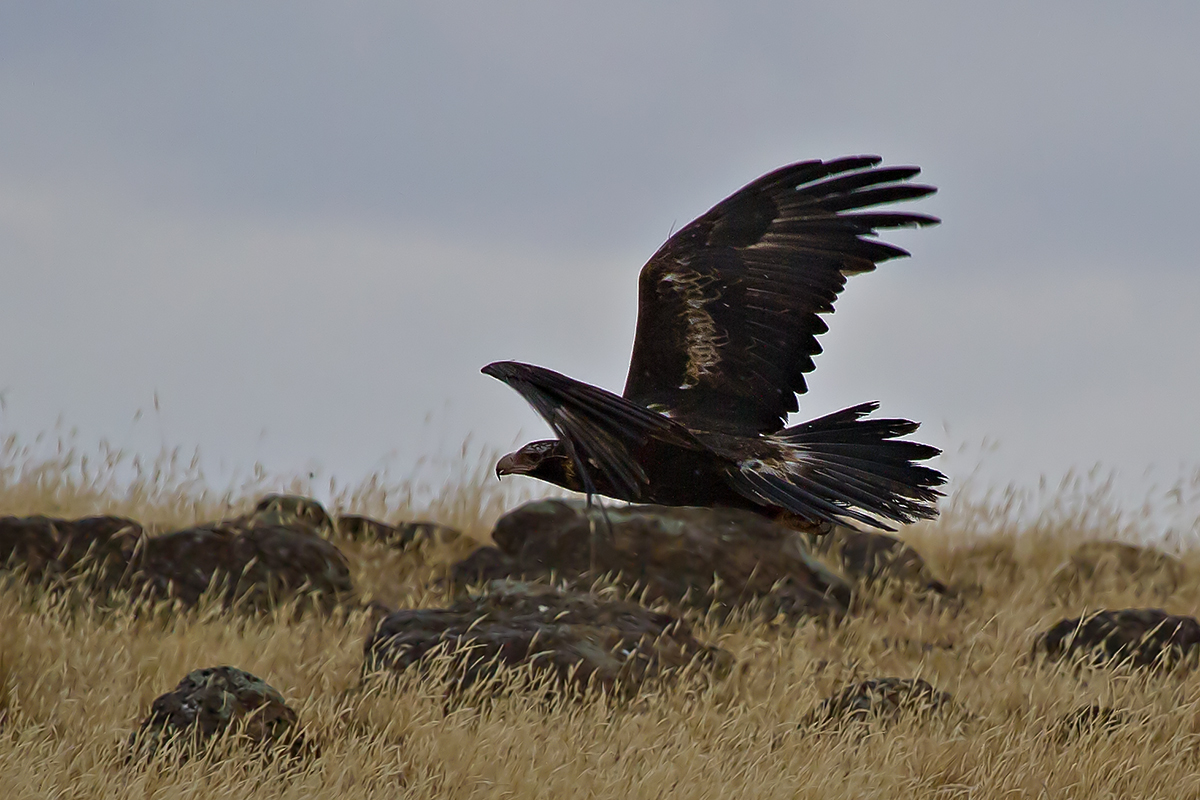
Orel klínoocasý nad krajinou centrální Victorie

Orel klínoocasý je monogamním druhem ptáka, oba partneři spolu obyčejně zůstávají až do smrti jednoho z nich. Pokud jeden člen páru uhyne, může trvat i půl roku, než se vytvoří pár nový, případně k tomu nemusí dojít vůbec. Během období rozmnožování se pár stává více teritoriální a náruživěji si brání své území před vetřelci. Doba hnízdění se mění se zeměpisnou šířkou a místními podmínkami; mláďata se obyčejně líhnou v době, kdy je největší hojnost potravy. Během suchých období s nedostatkem kořisti nemusí orel klínoocasý v některých oblastech hnízdit i několik let. Vejce orel klínoocasý obecně klade mezi červencem a srpnem, v nejsevernějších oblastech Austrálie se snůšky objevily i během ledna a února, na Tasmánii probíhá kladení vajec mezi zářím a říjnem. Doba snůšky závisí také na věku a zkušenostech ptáka, mladí ptáci obvykle hnízdí později. Jestliže snůška padne za oběť predátorům nebo se z vajíček nevylíhnou mláďata, pár se může pokusit i o druhou snůšku, a to ještě na konci října. Během období hnízdění je orel klínoocasý citlivý na vyrušování ze stran lidí. Zejména na začátku hnízdění mohou orli často svá hnízda opustit, pokud jsou vyrušeni. Některé páry si nicméně zvyknou na lidské činnosti, a to i ve vzdálenosti asi 100 m od hnízda.

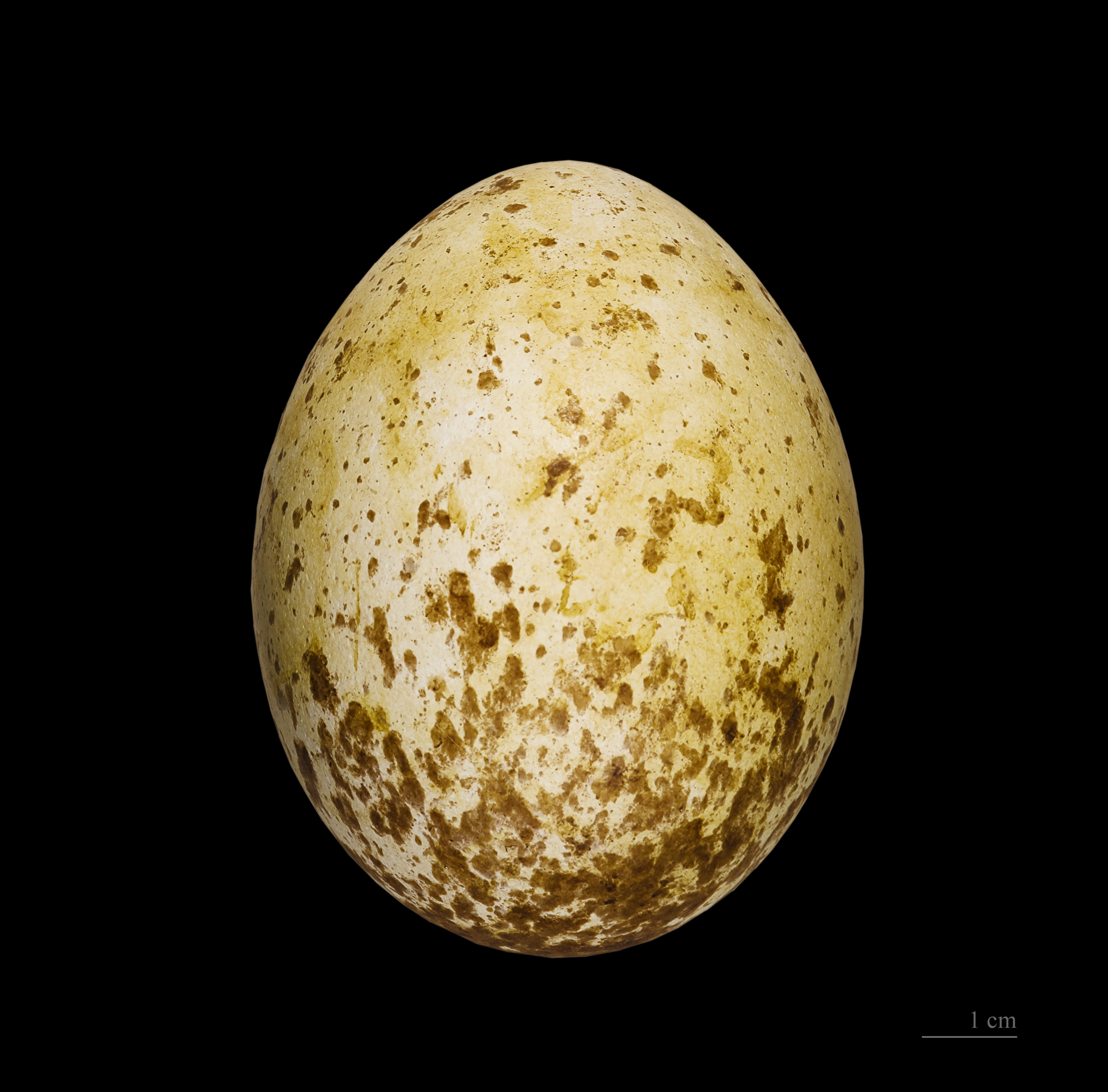
Orel klínoocasý, vejce

Se začátkem období rozmnožování předvádějí páry akrobatické lety. Ty mají za účel vymezit území a utužit vztahy mezi oběma ptáky, obzvláště samec do nich vynakládá velké množství energie. Ptáci ve vzduchu předvádějí zvlněný let s postupným klesáním. Samci také mohou následovat samici a kopírovat její pohyby nebo na sebe vzájemně simulují útoky. V některých případech například samec může letět shora na samici s nataženými končetinami, ta se v poslední chvíli otočí a oba ptáci se navzájem krátce dotknou pařáty. Během podobných vzdušných kreací (a u hnízda) také jinak tichý pták vydává vysoké pískání následované krátkým klesavým „sí-tjů“ a různé další pískavé, ňafavé a kvičivé zvuky. Orli klínoocasí hojně vyhledávají vzájemný fyzický kontakt a navzájem si okusují zobák nebo probírají peří na šíji. Samci také samici často přinášejí dary v podobě potravy; samice tímto rituálem pravděpodobně posuzují, zda je samec schopen zabezpečit mláďata. Samotné páření je pouze krátké a trvá několik sekund. Samec při něm spojí svou kloaku s kloakou samice a oplodní ji.
K hnízdění orel klínoocasý využívá hlavně vysoké stromy. Vybírá především místa, která jsou chráněna před větrem a horkým odpoledním sluncem, přičemž by měla být také blízko lovných oblastí. Druh stromu není důležitý, nicméně hnízda byla v Austrálii zaznamenána například na některých sandarakovcích, flindersiích, blahovičnících, přesličnících a akáciích. Na Tasmánii hnízdí převážně na větších blahovičnících, především na druzích Eucalyptus viminalis, E. delegatensis, E. ovata, E. regnans a E. globulus. Hnízdo bývá obvykle umístěno ve výškách okolo 12 až 30 m, ale může být i výše. V areálech, kde vysoké stromy nerostou, si orli staví hnízda na skalách, keřích nebo i na zemi. V některých oblastech mohou vysoké stromy dobře nahradit telegrafní sloupy. Hnízda jednotlivých párů od sebe bývají obvykle vzdálena 2,5 až 4 km. V letech, kdy je hojné množství kořisti, nicméně může být tato vzdálenost menší. Hnízdo samotné je mohutná stavba z větví, ve které se nachází mělký šálek vystlaný větvičkami a lístky. V některých případech může dojít k rozšíření hnízda po nějakém jiném velkém dravci, jako je orel bělobřichý. Na vytváření hnízda se podílejí oba členové páru, i když samice na jeho stavbu vynakládá více práce. Nově postavené hnízdo může měřit 70 až 90 cm v průměru a být 30 až 80 cm hluboké. Orli nicméně svá hnízda mohou využívat i vícekráte po sobě a postupně je při tom rozšiřovat. Velká hnízda mohou měřit až 1,8 m v průměru, na hloubku až 3 m. Takováto impozantní stavba pak váží i přes 400 kg. Na svém území má pár obvykle postavených několik hnízd, nejčastěji dvě až tři, někdy i deset. Některá z nich mohou sloužit i jako místa pro krmení nebo vyhlídkové body. Některá nepoužitá hnízda mohou využívat jiné druhy ptáků, jako raroh proměnlivý. Na spodní straně používaných hnízd si často staví vlastní hnízda menší druhy ptáků, např. někteří pěnkavovití, jimž přítomnost orlů možná poskytuje ochranu před jinými druhy predátorů.

#### Inkubace a vývoj mláďat

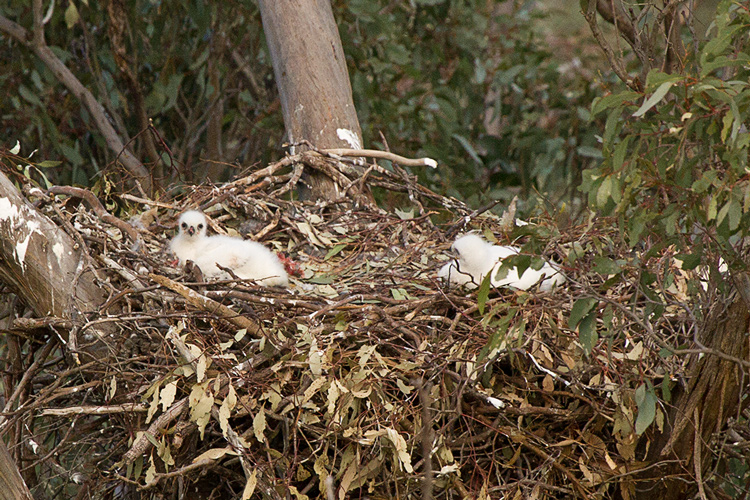
Mláďata orla klínoocasého, ještě pokrytá prachovým peřím

Po spáření samice naklade do hnízda vejce. Ta jsou matně bílá a doplněna o skvrnitě hnědé vzorkování. Vejce měří na délku asi 7,3 cm, na šířku 5,8 cm a váží okolo 120 až 150 g. I zde se objevuje trend, že ptáci žijící na Tasmánii kladou větší vejce než ptáci ze severnějších oblastí. U větší snůšky jsou vejce kladena postupně po dobu několika dní. Nejstarší vejce má obyčejně nejlépe vyvinuté vzorkování. Velikost snůšky u poddruhu A. a. audax činí průměrně dvě vejce, u tasmánského poddruhu A. a. fleayi pouze jediné. Vzácněji nicméně může samice naklást i vícero vajec, na Tasmánii dvě, na pevnině i čtyři. Protože jsou vejce kladena postupně, postupně se také líhnou jednotlivá mláďata. Inkubační doba trvá u poddruhu A. a. audax 42 až 45 dní, nejčastěji 43 dní. Délka inkubace u tasmánského poddruhu není známá, pravděpodobně však bude stejná jako u pevninské populace. Velikost snůšky je závislá na hojnosti kořisti v oblasti. Po snížení populací králíků v 50. letech 20. století následkem působení viru myxomatózy, který byl do Austrálie záměrně introdukován za účelem zastavení dalšího šíření králíků, bylo pozorováno rovněž zmenšení snůšek orlů.

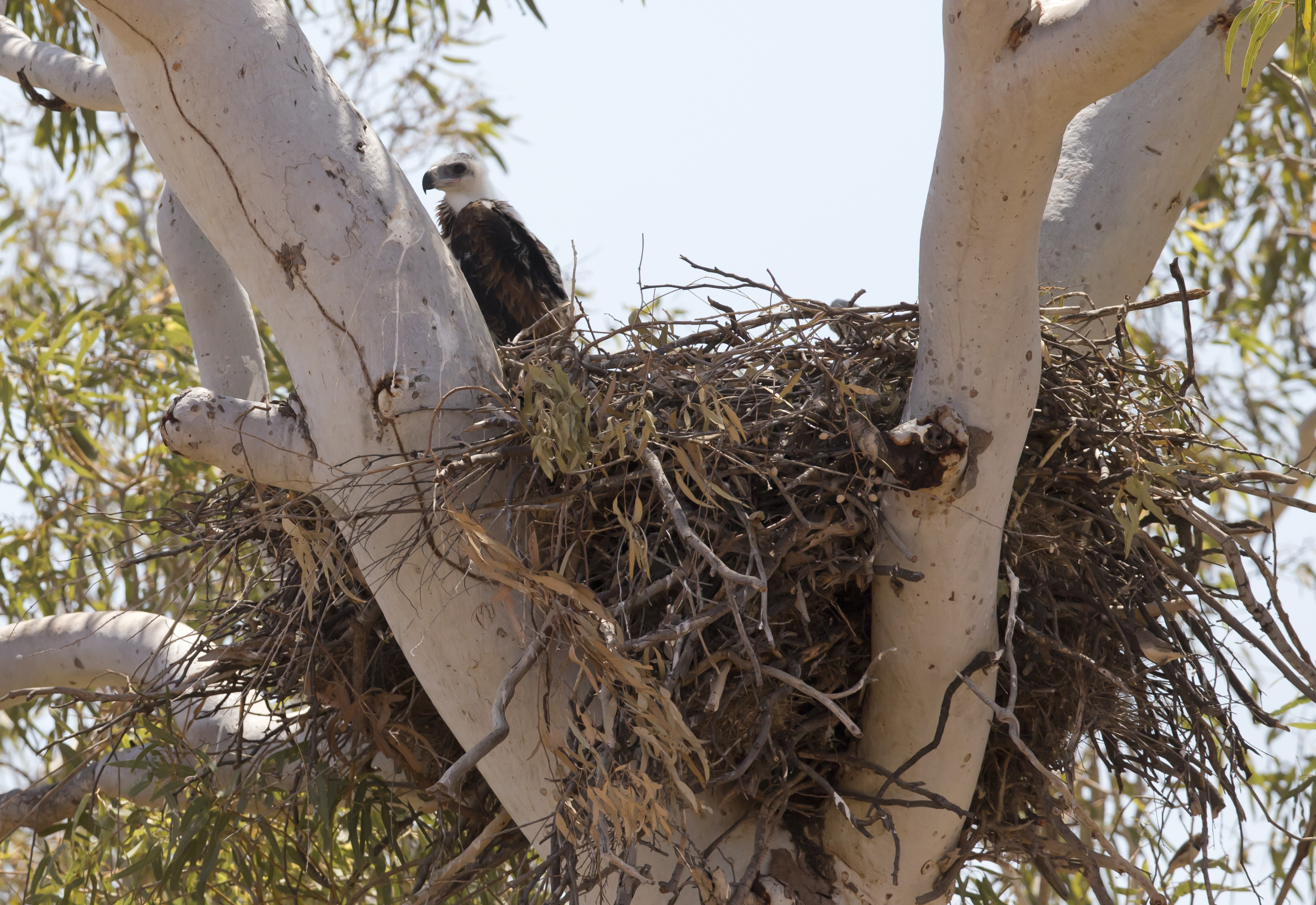
Hnízdo orla klínoocasého s mladým jedincem

Nakladená vejce zahřívají během dne samec i samice, v noci o ně pečuje samice sama. Během hnízdění se u orlů vyvíjí na břiše pruh bez opeření, který usnadňuje zahřívání vajec. Několik dní před vylíhnutím již mláďata začínají ve vejcích pípat, matka jim odpovídá jemným voláním. Samotné líhnutí je pro mládě náročný vyčerpávající proces, který může trvat i jeden až dva dny. Čerstvě vyklubaná mláďata váží asi 100 g a jsou pokryta bílým prachovým peřím. Kořist pro ně loví samec, i když jenom zřídkakdy mláďata sám krmí a potravu obyčejně předává samici. Ta během prvních pěti týdnů mláďatům podává menší kousky masa přímo do zobáku. Společně s potravou pak zvláště malým kuřatům předává také sliny a výměšky ze solných žláz, které jim mají poskytovat potřebné enzymy, užitečné bakterie a tekutiny. Po pěti týdnech již mláďata mohou žrát sama z hnízda. Protože se nejstarší mládě líhne první, je také obyčejně největší a nejsilnější a má nejvyšší šanci na přežití. Je-li nedostatek potravy, není neobvyklé, že toto prvorozené mládě může zabít a sežrat své mladší a slabší sourozence. Rodiče kuřata chrání před útoky jiných orlů klínoocasých, ale hnízdo je obyčejně nechráněné vůči ostatním predátorům. Pokud hnízdo napadne některý predátor, ptáčata se o svou ochranu musí postarat sama. Častými pleniteli hnízd bývají varani.
Mláďata rostou velmi rychle, za první týden se jejich hmotnost může i zpětinásobit. Přepeření nastává ve věku asi 70 až 95 dní, kdy také poprvé opouštějí hnízdo. Protože křídla rostou rovnoměrně bez ohledu na zbytek těla, mladí samci obvykle vzlétnou dříve než mladé samice, neboť mají stejně velká křídla na menší hmotnost. Se svými rodiči mladí ptáci tráví další čtyři až šest měsíců, postupně se zdokonalují v letu, vzdalují se od hnízda a následují dospělé do krmných oblastí. Po tomto období, kdy se již stávající pár připravuje na nové rozmnožovací období, se ze svých rodných oblastí rozptylují, pokud je dostatek potravy, tak i dříve. Byl nicméně zaznamenán i případ, při kterém dospívající orel žil se svými rodiči ještě během dalšího období hnízdění a zabil jim jejich nové mládě. Pohlavní dospělosti je dosaženo u obou pohlaví v asi 3 letech. Samci se nicméně poprvé rozmnožují později než samice, zřejmě protože si jako poskytovatelé potravy pro mláďata musí více vypilovat lovecké dovednosti. Pouze asi třetina mláďat se dožije dospělosti. Pokud však orel klínoocasý dospěje a obsadí teritorium, jeho šance na přežití výrazně stoupnou. Dospělci nemají žádné přirozené nepřátele, nejvyšší věk zaznamenaný v zajetí činil 40 let.

## Vkultuře

Státní znak Severního teritoria

Orel klínoocasý, jakožto největší dravec v Austrálii, měl silné místo také v kultuře domorodých obyvatel. V západní Austrálii byly nalezeny minimálně 5 000 let staré skalní malby znázorňující orly. Tyto obrazy patřily do náboženského i běžného života domorodých obyvatel. Orel byl součástí domorodé mytologie a mnoha snových příběhů. Pro lidi národa Kulin v centrální Victorii představoval orel, známý jako Bunjil, boha – Stvořitele. U mnoha australských domorodých kmenů se jednotlivé komunity dělí na dvě poloviny, moiety, které jsou často připodobňovány k ptákům symbolizujícím protiklady: orel symbolizuje světlo a den, zatímco vrána stín a noc. Obě poloviny se navzájem musí doplňovat, tudíž není například možné provádět některé rituály, pokud nejsou přítomni zástupci obou skupin. Rovněž tak uzavření manželství je možné pouze tehdy, pokud každý z partnerů náleží do jiné moiety.
Lidé národa Kaurna znali souhvězdí Jižního kříže jako orlí dráp. Orli hráli roli také v čarodějnictví. Medicinmani na sebe prý mohli vzít podobu orlů, kteří se pod rouškou noci vydávali do tábora nepřátelských kmenů a roznášeli zde bolest a utrpení. Orel klínoocasý zároveň musel u domorodých obyvatel vzbuzovat částečně i strach jako potenciální hrozba pro malé děti. Některými kmeny byl orel klínoocasý loven pro maso a peří, které sloužilo jako ozdoba čelenek či při různých rituálech. Orli mohli být snadno uloveni pomocí bumerangu nebo oštěpů, převážně poté, co se nakrmili a měli potíže vzlétnout.
Orel klínoocasý je od roku 1975 symbolem Severního teritoria a společně s jinými přírodními motivy – klokany rudými a bavlníky Gossypium sturtianum – je také vyobrazen na jeho státním znaku. Orel na erbu drží domorodý rituální kámen tjurunga, který spočívá na přilbici, jež má připomínat válečnou historii Severního teritoria.

## Ohrožení

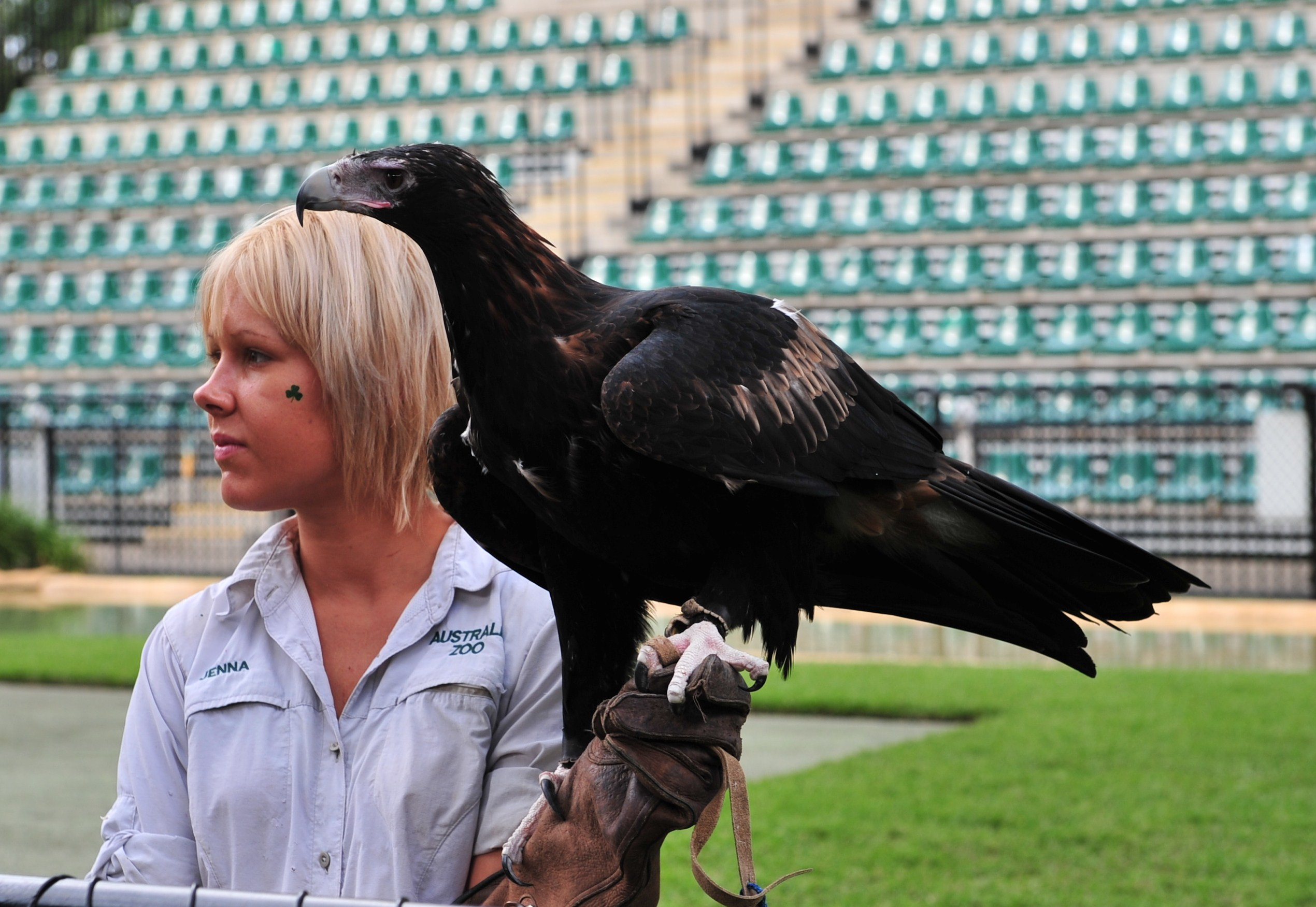
Orel klínoocasý chovaný v zajetí

Populace orla klínoocasého jako druhu je celkově vzrůstající následkem rozšíření nepůvodních králíků a vytváření otevřenějších stanovišť odlesňováním. Společně s velkou populací a rozsáhlým areálem výskytu, které neodpovídají kritériím pro zranitelné druhy, to znamená, že nečelí riziku vyhynutí a Mezinárodní svaz ochrany přírody jej považuje za málo dotčený taxon. V současné době se vyskytuje v Austrálii pravděpodobně ve větších počtech než před kolonizací Evropany. Nicméně i přesto je některými lidskými činnostmi ohrožován.
Od druhé poloviny 19. století začal být orel klínoocasý systematicky pronásledován pastevci jako nepřítel ovcí. Zvláště ke konci 19. století se stal jedním z nejpronásledovanějších dravců na světě, roku 1892 začala západoaustralská vláda vydávat odměny za zabité orly, od roku 1919 pak byl orel klínoocasý zákonem prohlášen za škůdce, což vedlo k neomezenému zabíjení desítek tisíc jedinců. Jenom mezi lety 1958 a 1967 byly v Queenslandu a v Západní Austrálii vyplaceny odměny za 120 000 orlů.
Zabíjení probíhalo také na Tasmánii, kde operovala soukromá organizace Buckland and Spring Bay Tiger and Eagle Extermination Society. Jejím cílem bylo vyhladit orla a vakovlka. Orel přežil dodnes, avšak vakovlka se podařilo vyhubit. Teprve roku 1979 se orlovi klínoocasému společně s jinými původními druhy zvířat dostalo plné ochrany federální vládou, i když některé státy a teritoria mohou stále vydávat malé množství povolenek k odstřelu jedinců způsobujících problémy. I když se orli živí především nemocnými nebo mrtvými jehňaty, v některých oblastech je nicméně i dnes tento druh nelegálně pronásledován a zachycován, střílen nebo tráven. Některé jedy, využívané například pro snižování populací králíků, zase mohou způsobit sekundární otravu orlů. Éru insekticidu DDT snesl orel klínoocasý dobře, pravděpodobně protože se živil převážně středně velkými savci a byl tedy vystaven menšímu množství jedu než u dravců živících se jinými ptáky nebo rybami.
Zatímco australské populace nejsou považovány za vzácné, tasmánský poddruh je hodnocen jako ohrožený, protože má menší rozsah a specifičtější požadavky na biotop. Hnízdí převážně ve starých blahovičníkových lesích, ty ale ustupují zemědělství či lesnictví; od osídlení Tasmánie lidmi došlo k likvidaci asi 40 % lesních stanovišť. Orel klínoocasý je také velmi citlivý na rušení během hnízdění, mezi což lze počítat rozvoj venkovských a obytných oblastí, těžbu dřeva (která se navíc kryje s dobou inkubace), ale i turismus. Rovněž zde pokračuje nelegální odchyt a zabíjení orlů, každoročně je tímto způsobem zabito minimálně 5 % dospělých a 35 % nedospělých jedinců. Problém představují rovněž sekundární otravy, případně také dochází k tomu, že orel sežere otrávenou návnadu určenou pro jiné druhy predátorů. Řada orlů se pak stane obětí automobilové dopravy (což je problém v celém areálu výskytu), případně střetů s dráty elektrického vedení, potenciální hrozbu představují také kolize s větrnými turbínami. Další existence tohoto poddruhu je závislá na zmírnění těchto ohrožujících procesů a především na ochraně lesních stanovišť. Množství hnízd orlů klínoocasých se na Tasmánii nachází na soukromých pozemcích nebo ve státních lesích, jeden z plánů ochrany je tedy tato hnízda lokalizovat a chránit. Druh je právně chráněn jak na australské pevnině, tak na Tasmánii, a patří do druhé přílohy Úmluvy o mezinárodním obchodu s ohroženými druhy volně žijících živočichů a planě rostoucích rostlin, obchodování je tedy na mezinárodní úrovni omezeno a podřízeno dozoru.